# Montipora circumvallata
Montipora circumvallata är en korallart som först beskrevs av Ehrenberg 1834.  Montipora circumvallata ingår i släktet Montipora och familjen Acroporidae. IUCN kategoriserar arten globalt som livskraftig. Inga underarter finns listade i Catalogue of Life.